# Anthicus ancilla
Anthicus ancilla är en skalbaggsart som beskrevs av Thomas Casey 1895. Anthicus ancilla ingår i släktet Anthicus och familjen kvickbaggar. Inga underarter finns listade i Catalogue of Life.